# Eos (animal)
Eos es un género de aves psitaciformes de la familia Psittaculidae compuesto de seis especies de loris del Sudeste Asiático y Oceanía.
El nombre proviene del griego antiguo eōs (Ἔως) que significa "amanecer", en referencia a su plumaje rojo.

## Especies
| Nombre científico | Nombre común         | Imagen |
| ----------------- | -------------------- | ------ |
| Eos bornea        | Lori rojo            |        |
| Eos cyanogenia    | Lori alinegro        |        |
| Eos reticulata    | Lori de las Tanimbar |        |
| Eos squamata      | Lori escamoso        |        |
| Eos histrio       | Lori de las Sangihe  |        |
| Eos semilarvata   | Lori de Seram        |        |